# Vaporware
A Vaporware számítástechnikai kifejezés az angol „vapor” („pára”, ill. „hencegés”) és „software” szavakból keletkezett, magyarul talán „porhintésnek” lehetne fordítani; olyan termékeket jelöl, melyek a konkurens termékeknél jelentősen jobbak, szebbek, olcsóbbak, valamint minden jellemzőjükben túlszárnyalják azokat, viszont a valóságban nem, csak a reklámokban léteznek. Ezen termékek egy nagy része soha nem jön létre, legalábbis abban a formában, ahogy a beígért reklámok, sajtótájékoztatók mondták.
Jellemző példák erre egyes operációs rendszerek, melyeket gyártójuk akár évekkel azelőtt is hatalmas költségekkel reklámoz, hogy azok fejlesztése akár elindult volna arra számítva, hogy ezzel megakadályozza az alternatív gyártók programjainak használatát, elterjedését; másik jellemző példája a processzorgyártás, ahol a processzorok beígért képességei néha csak hosszú évek múlva jelennek meg a piacon is elérhető termékekben. Ezek legtöbbször olyan, gyakran kellően körül nem írt műszaki újításokat „fognak” tartalmazni, melyeket az évek során vagy sikerül létrehozni (vagy megvásárolni), vagy nem. 
A vaporware egyike a gazdasági erőfölény kihasználásának (vagy azzal és az emberi hiszékenységgel való visszaélésnek), mivel ez általában csak a nagy reklámhadjáratokat is könnyedén finanszírozó cégeknek sikerül. 
A vaporware a potenciális, hiszékeny vásárlók bizonyos fokú becsapása, mivel azt sugallja, hogy az adott cég „most” képes nyújtani valamit, amit konkurensei nem; azonban ha figyelembe vesszük, hogy azalatt az idő alatt, míg a beígért termék létrejön, mennyit fejlődik a technológia, és a konkurens termékek, akkor valójában a jó előre bejelentett termék nagyjából ugyanazon a színvonalon (vagy akár alacsonyabb színvonalon) fog állni, mint azok, akik a termékük létezése után kezdik el azokat reklámozni. Szintén a vevők megtévesztését segíti elő az, hogy a túlreklámozott, és ezért fokozottan várt terméket akkor is meg fogják venni a „bereklámozott” vevők, ha az nem teljesíti az évekkel, vagy akár évtizedekkel azelőtt beharangozott ígéreteket.

## Története
Talán az első vaporware példa Charles Babbage Analytical Engine-je volt, ami 1834–1837 között készült, de anyagi okok miatt soha nem készült el. Maga a szó 1984 körül terjedt el az angolszász szakmai sajtóban. Több szerző úgy gondolja, hogy a kifejezést először a Microsoft Xenix operációs rendszerével kapcsolatosan használták 1989-ben.

## Külső hivatkozások
- VaporWare 2005 – Wired magazin (angol)